# Friedrich Vorwerk Group
Die Friedrich Vorwerk Group SE mit Hauptsitz in Tostedt ist ein börsennotierter Pipeline- und Anlagenbauer für Erdgas-, Strom- und Wasserstoffanwendungen. Das Unternehmen beschäftigt 1.694 Mitarbeiter an 15 Standorten (Stand Januar 2024).

## Geschichte
Das Unternehmen wurde 1962 durch Friedrich Vorwerk und Wilhelm Kleesch als Lohnbaggerbetrieb Kleesch & Vorwerk im niedersächsischen Tostedt gegründet und 1972 in Friedrich Vorwerk KG umfirmiert. Ursprünglich fokussiert auf erdverlegte Infrastruktur für Erdgas- und Abwassernetze wurde das Angebot über die Jahre um weitere Produkte und Dienstleistungen im Bereich der Strom- und Wasserstoffanwendungen ergänzt. Im Jahr 2008 wurde die erste Elektrolyseanlage für „grünen“ Wasserstoff in Deutschland realisiert. Im Juli 2019 übernahm die Beteiligungsgesellschaft MBB 60 Prozent der Aktien und führte hernach die größte Akquisition der Unternehmensgeschichte mit dem Erwerb des Anbieters von Infrastrukturlösungen im Bereich von Stromnetzen, Bohlen & Doyen, durch.
2021 fand der Börsengang des Unternehmens statt. Die Aktie ist seit dem 25. März 2021 im Prime Standard der Frankfurter Wertpapierbörse gelistet. Über die Jahre wuchs die gesamte Friedrich Vorwerk Group immer weiter. Es kamen weitere Tochtergesellschaften an vielen Standorten in Norddeutschland hinzu. Jüngstes Mitglied der Unternehmensgruppe ist seit 2023 Hempel Aluminiumbau GmbH (kurz HALU) mit Sitz in Storkow (Mark).

## Geschäftstätigkeit
Das operative Geschäft der Unternehmensgruppe wird von der Tochtergesellschaft Friedrich Vorwerk SE & Co. KG in den Geschäftsfeldern Engineering, Energienetze, Anlagenbau, Service durch Betriebsführung sowie Turnkey-Lösungen geführt. Im Bereich Engineering werden von der technischen Detailplanung von Einzellösungen bis hin zur Planung komplexer, schlüsselfertiger Energienetze und Anlagen alle Bereiche abgedeckt. Zu dem Geschäftsbereich Energienetze zählt der Bau von Pipelines für den Transport von Erdgas, Wasserstoff, Fernwärme und Wasser sowie von erdverlegten Stromkabeln. Maßgeschneiderte Anlagenbaulösungen von einzelnen Komponenten bis hin zu umfänglichen Anlagen für die Behandlung und die Verarbeitung von Erdgas, Wasserstoff, Biogas, Strom, Wärme und Wasser werden unter dem Bereich Anlagenbau abgedeckt. Dazu gehören außerdem Tätigkeiten von der Gasdruckregelung & -messung, über Biogasaufbereitung bis hin zu vollständigen Elektrolyseuren für die Wasserstoffherstellung. Die Friedrich Vorwerk Group deckt von klassischen Wartungs- und Instandhaltungsservices über Inspektions- und Erweiterungsdienstleistungen bis hin zur Betriebsführung einzelner Anlagen oder vollständiger Energienetze alles ab.
Zu den Kunden gehören Strom- und Erdgas-Übertragungsnetzbetreiber, aber auch Industrieunternehmen, Kommunen und Energieversorger. Das Unternehmen befindet sich mehrheitlich im Besitz der Beteiligungsgesellschaft MBB SE sowie des CEO des Unternehmens, Torben Kleinfeldt. Seit dem Börsengang im März 2021 befinden sich 46 % der Anteile in Streubesitz. Die Aktien der Friedrich Vorwerk Group SE sind seit dem Börsengang im Prime Standard der Börse Frankfurt notiert (WKN: A255F1). Das Grundkapital ist in 20 Millionen Inhaberstückaktien aufgeteilt, von denen am 23. März 2021 9,2 Millionen zu einem Kurs von 45 Euro ausgegeben wurden.

## Standorte
Standorte des Unternehmens befinden sich in Tostedt, Wiesmoor, Halle (Saale), Herne, Lüchow, Ketzin, Wildau, Geeste, Twist, Hamburg, Marne, Husum, Berlin und im polnischen Skwierzyna.

## Tochtergesellschaften
- Bohlen & Doyen Bau GmbH
- Bohlen & Doyen Service und Anlagentechnik GmbH
- EAS Einhaus Anlagenservice GmbH
- European Pipeline Services GmbH
- Friedrich Vorwerk Management SE & Co. KG
- Gottfried Puhlmann GmbH
- Hempel Aluminiumbau GmbH
- KORUPP GmbH
- MESA Elektrotechnik
- Vorwerk Pipeline- und Anlagenservice GmbH
- Vorwerk-ASA GmbH
- Vorwerk-EEE GmbH
- Vorwerk Verwaltungs GmbH[1]

Mit einer Beteiligung von über 36 % ist die Berliner Beteiligungsgesellschaft MBB SE größter Einzelaktionär. Der CEO der Gruppe, Torben Kleinfeldt, hält gut 18 % der Anteile. Die übrigen rund 46 % gelten als Streubesitz.

## Irene und Friedrich Vorwerk-Stiftung
Die Irene und Friedrich Vorwerk-Stiftung wurde am 9. Oktober 1997 vom Ehepaar Irene und Friedrich Vorwerk gegründet. Der Stiftungsfokus liegt auf Projekten in der Entwicklungszusammenarbeit sowie im Bereich der Jugendförderung und Bildung. Weiterhin übernimmt die Irene und Friedrich Vorwerk-Stiftung Patenschaften, um Kindern in Ländern des globalen Südens eine Schulbildung zu ermöglichen. Seit 2002 wird der Förderpreis der Irene und Friedrich Vorwerk-Stiftung für exzellente akademische Leistungen an Studierende der HafenCity Universität Hamburg verliehen.